# Gaikai
Gaikai (vom Japanischen 外海, deutsch: offenes Meer) ist ein amerikanisches IT-Unternehmen mit Schwerpunkt auf Streamingtechniken für Computerspiele. Die Dienstleistungen und Produkte des Unternehmens werden hauptsächlich genutzt, um eine Trennung zwischen der Berechnung und der Nutzung von Computerspielen zu ermöglichen. Spiele werden dabei auf einem Gerät ausgeführt und lediglich die Bild- und Tonausgabe über eine Internet- oder Netzwerkverbindung auf einem Endgerät ausgegeben (Cloud Gaming). Entsprechende Spiele können so ortsunabhängig von leistungsfähiger Spielehardware auch auf Endgeräten genutzt werden, die im Vergleich dazu über geringere Rechenleistung oder unzureichende Hardware verfügen. Gaikai zählt in diesem Bereich neben OnLive zu den führenden Anbietern. Seit dem 2. Juli 2012 gehört die Firma zum Sony-Konzern, der die Technologie von Gaikai vor allem zum Ausbau des Angebots für seine PlayStation-Produktfamilie nutzt.

## Unternehmensgeschichte
Gaikai wurde im November 2008 von Andrew Gault und Rui Pereira gegründet. Im April 2009 beteiligte sich Spieledesigner David Perry am Unternehmen, der Gaikai bereits zuvor als Sprecher auf Computerspiel-Fachveranstaltungen (u. a. GDC 2009) repräsentiert und vorgestellt hatte. Perry übernahm den Posten des CEOs des Unternehmens. Finanzierung erhielt das Startup unter anderem durch die Investoren Intel Capital, Limelight Networks, Rustic Canyon Partners, Benchmark Capital, TriplePoint Capital, NEA und Qualcomm. Im Juni 2012 verkündete der koreanische Elektronikkonzern Samsung, dass er Gaikais Streaming-Service in seine Fernsehapparate integrieren werde. Am 2. Juli 2012 gab der japanische Elektronikkonzern Sony bekannt, dass er Gaikai für umgerechnet rund 380 Millionen US-Dollar übernimmt. Im Rahmen der Enthüllung von Sonys Spielkonsole PlayStation 4 am 20. Februar 2013 gab Perry bekannt, dass Gaikai ein wichtiger Bestandteil der dazugehörigen Services und Dienstleistungen sei. So werde die Konsole etwa anders als bei den Vorgängern PlayStation 2 und PlayStation 3 keine hardwareseitige Abwärtskompatibilität zur vorherigen Konsolenversion beinhalten. Stattdessen sollen die Spiele aller vorherigen PlayStation-Generationen mit Hilfe von Gaikais Streaming-Technologie verfügbar gemacht werden. Daneben solle Gaikais Technik auch für das Streamen von Demo-Versionen und die Remote-Play-Funktion für PS4-Spiele auf der Handheldkonsole PlayStation Vita zum Einsatz kommen. Der Service für die PlayStation 4 und PS Vita nennt sich "PlayStation Now" und wird nicht nur auf Sony Konsolen zur Verfügung stehen. Fernseher, PCs, Tablets und Smartphones werden ebenfalls unterstützt.

## Geschäftsmodell
Gaikai bietet Streamingservices für Computerspiele. Hierfür betreibt das Unternehmen Serverfarmen, die die Ausführung und die Berechnung der Spiele übernehmen. Das Ergebnis wird anschließend als Stream über das Internet an beliebige Empfangsgeräte gesendet. Dadurch können Spiele auf zahlreichen Plattformen wie Mobiltelefonen, Fernsehern, Tablet-PCs und ähnlichem gespielt werden, die andernfalls möglicherweise nicht die Voraussetzung für die Ausführung der Programme erfüllen. Die Installation speziell angepasster Software ist dafür nicht zwingend notwendig. Zum Einsatz kommt Gaikais Technik neben dem Streaming vollständiger Spiele beispielsweise auch für die installationsfreie Bereitstellung von Programm-Demos zu Werbezwecken auf Webseiten.
Gaikai unterhält Partnerschaften mit führenden Unternehmen im Bereich der Informationstechnologie und des Computerspielsektors, darunter Autodesk, Capcom, Electronic Arts, Gamesload, Intel, LG Electronics, nVidia, Ubisoft, Walmart, Warner Bros. und YouTube.